# Cuidado, comunicação, consenso e cautela

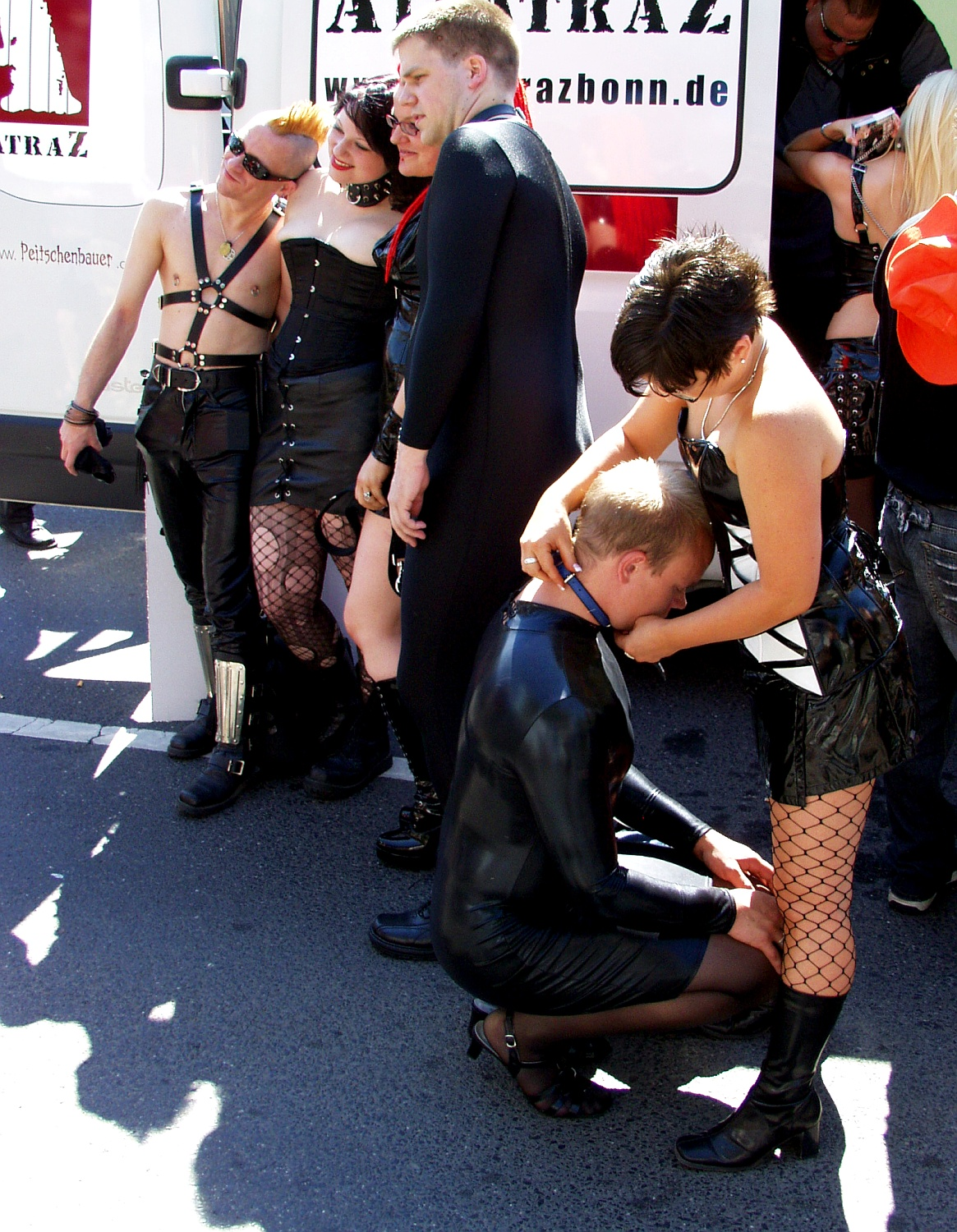
O 4Cs foca principalmente no cuidado e comunicação entre os participantes de uma cena.

Cuidado, comunicação, consenso e cautela (4Cs ou CCCC) é um princípio do BDSM que ressalta a importância da comunicação e cuidado entre as pessoas dentro de uma cena.

## Histórico
O termo surgiu em 5 de julho de 2014, em artigo de Williams et al. para a revista científica Electronic Journal of Human Sexuality.

## Fundamentos
Diferente das outras siglas, o 4Cs foca principalmente no cuidado e na comunicação durante uma cena. Seus termos são os seguintes:
- Cuidado: os participantes devem cuidar uns dos outros independente do motivo,
- Comunicação: os participantes devem comunicar entre si suas necessidades e desejos,
- Consenso: os participantes devem consentir as atividades praticadas na cena, e deve haver sensibilidade para parar um ato mesmo que o parceiro ainda não tenha dito a palavra de segurança,
- Cautela: os participantes devem estar cientes dos riscos que a cena produz.[1]